# Труш (війт)
Труш (пом. після 1525) — війт Луцька в 1490—1499 роках.

## Життєпис
Походив зі шляхетського роду. Про його батьків та діяльність мало відомостей. 1490 року вперше згадується як війт Луцька. Того ж року представляв луцьких міщан («а з мещан луцких») під час продажу будинку в Луцьку паном Онишком Вітонизьким княгині Марії Рівенській.
Разом з членами магістрату та за підтримки місцевої шляхти боровся за розширення самоврядування. Це було 1497 року, коли великий князь і король Ян I Ольбрахт надав привілей на самостійний вибір магістратів (фактично підтверджувалося магдебурзьке право), а міщани звільнялися від надання підвід старості, сипання ставу та гатіння на річці Стирі. Водночас луцький війт за цим привілеєм отримував гроші від двох вільних від податків корчем, четвертий гріш від усіх міських прибутків, 1/3 доходів від судочинства.
У 1498 році востаннє в листах згадується як війт. 24 січня того ж року він отримав привілей від великого князя литовського Олександра Ягеллончика на фільварок під Луцьком «с полми, съ сеножатьми и съ ставы», що до того належав луцькому міщанинові Луце як пожалування від короля Казимира IV.
25 листопада 1500 року війт Труш отримав привілей на 20 волок землі в Луцькому повіті «на вічність». 1501 році позначено як старий (колишній) війт. Остання згадка сфгає 1525 року. Подальша доля невідома.